# 桂竹紋
桂 竹紋（かつら たけもん、1983年4月5日 - ）は、日本の落語家、である。落語芸術協会所属の二ツ目。本名∶江口 幸久。

## 来歴
1983年、熊本県菊池郡菊陽町出身。熊本県立熊本工業高等学校材料技術科卒業。専門学校を卒業し、2005年4月、ワタナベコメディスクールに入学。2期生。2006年4月より小学生の時からの幼馴染である梅太郎とお笑いコンビ風犬ナンジャを結成し、ワタナベエンターテインメントに所属。2011年4月、コンビ解散。
2014年12月、桂竹丸に入門し、「桂竹もん」。2015年1月、前座となる。2019年2月、二ツ目に昇進し、「桂竹紋」と改名する。

## 芸歴
- 2014年12月 - 桂竹丸に入門し、「竹もん」[2][3]を名乗る。
- 2015年1月 - 前座となる。
- 2019年2月 - 二ツ目昇進、「竹紋」と改名[2]。

## 人物
2022年1月13日、1年ほど前に熊本市で行われたイベントで高座に上がったところ高座が崩壊し吸い込まれるように落ちるというハプニングが起きた際の動画をTwitterに投稿したところ、反響を呼び動画再生回数も100万回を超えた。師匠の竹丸もこの件は絶賛しており、竹紋曰く「師匠が俺の作った味噌汁以外で初めて褒めてくれた」という。この時は幸いにもケガはしておらず、竹紋はこの時について「二度とないこんなハプニングに遭い、逆にラッキーだったと思ってます」と語っている。

## メディア出演

### テレビ
- ぱじゃまdeシネマ （熊本放送）

### ラジオ
- ちょいと!!まくら合わせ（2021年 - 、ラジオフチューズ） - 桂伸しんと共演
- 桂竹紋のリフォームするモン（2022年4月 - 2022年9月、RKKラジオ）[6]

### CM
- キクチめがね
- 熊本トヨタ自動車（2025年）